# Алты-Карасуйский район
Алты-Карасуйский район — единица административного деления Адаевского и Актюбинского округов Казакской АССР, существовавшая в 1928—1930 годах.
Алты-Карасуйский район был образован в 1928 году в составе Адаевского округа на базе трёх волостей Темирского уезда Актюбинской губернии. В апреле 1929 года в результате ликвидации Адаевского округа район был передан в Актюбинский округ. В 1930 году при ликвидации Актюбинского округа был упразднён и Алты-Карасуйский район, а его территория присоединена к Уильскому району.